# Фиттипальди, Пьетро
Пье́тро Фиттипа́льди (порт. Pietro Fittipaldi da Cruz; род. 25 июня 1996 года, в Майами, Флорида, США) — бразильский автогонщик.
Является двоюродным племянником гонщика Кристиана Фиттипальди, братом гонщика Энцо Фиттипальди и внуком двукратного чемпиона Формулы-1 Эмерсона Фиттипальди. Выступал во всех картинг-сериях Бразилии. В 2010 победил в молодёжной серии картинга у себя на родине. В 2015 принимал участие в кубке Renault V8 3.5. На данный момент является первым тест-пилотом команды Haas.
Осенью 2020 года Фиттипальди заменил пилота Haas Ромена Грожана в двух последних гонках сезона из-за ожогов, полученных им в Гран-при Бахрейна. В обеих гонках он финишировал последним, 17-м и 19-м соответственно.
В сезоне 2022 года Пьетро Фиттипальди оставался резервным гонщиком Haas.

## Результаты выступлений
- Чемпион Формулы V8 3.5 2017 года
- Чемпион MRF Challenge 2015/16 года
- Чемпион Protyre Formula Renault Championship 2014 года[7]

### Результаты выступлений в Формуле-1
| Сезон | Команда      | Шасси      | Двигатель           | Ш | 1   | 2   | 3   | 4   | 5   | 6   | 7   | 8   | 9   | 10  | 11  | 12  | 13  | 14  | 15  | 16     | 17     | Место | Очки |
| ----- | ------------ | ---------- | ------------------- | - | --- | --- | --- | --- | --- | --- | --- | --- | --- | --- | --- | --- | --- | --- | --- | ------ | ------ | ----- | ---- |
| 2020  | Haas F1 Team | Haas VF-20 | Ferrari 065 1,6 V6T | P | АВТ | ШТИ | ВЕН | ВЕЛ | 70Л | ИСП | БЕЛ | ИТА | ТОС | РОС | АЙФ | ПОР | ЭМИ | ТУР | БАХ | САХ 17 | АБУ 19 | 23    | 0    |